# (12674) Rybalka
(12674) Rybalka (1980 RL2) – planetoida z pasa głównego asteroid okrążająca Słońce w ciągu 3,72 lat w średniej odległości 2,4 j.a. Odkryta 7 września 1980 roku.